# 168e régiment d'infanterie (France)
Pour les articles homonymes, voir 168e régiment.
Le 168e régiment d'infanterie (168e RI) est un régiment d'infanterie de l'Armée de terre française créé en 1913. Il combat pendant la Première Guerre mondiale, appartenant aux unités surnommées « les Loups » ou « les Loups de Bois-le-Prêtre ». Conservé à l'ordre de bataille pendant l'entre-deux-guerres, il sert sur la ligne Maginot au début de la Seconde Guerre mondiale.

## Création et différentes dénominations
- Il n'existe pas, avant 1912, de régiment ayant porté ce numéro.
- 1913 : 168e régiment d'infanterie
- 1914 : à la mobilisation, il met sur pied son régiment de réserve, le 368e régiment d'infanterie
- 1935 : devient le 168e régiment d'infanterie de forteresse
- 1940 : dissous.

## Chefs de corps
- 27 mars 1913 - 9 septembre 1914 : Colonel Lebocq

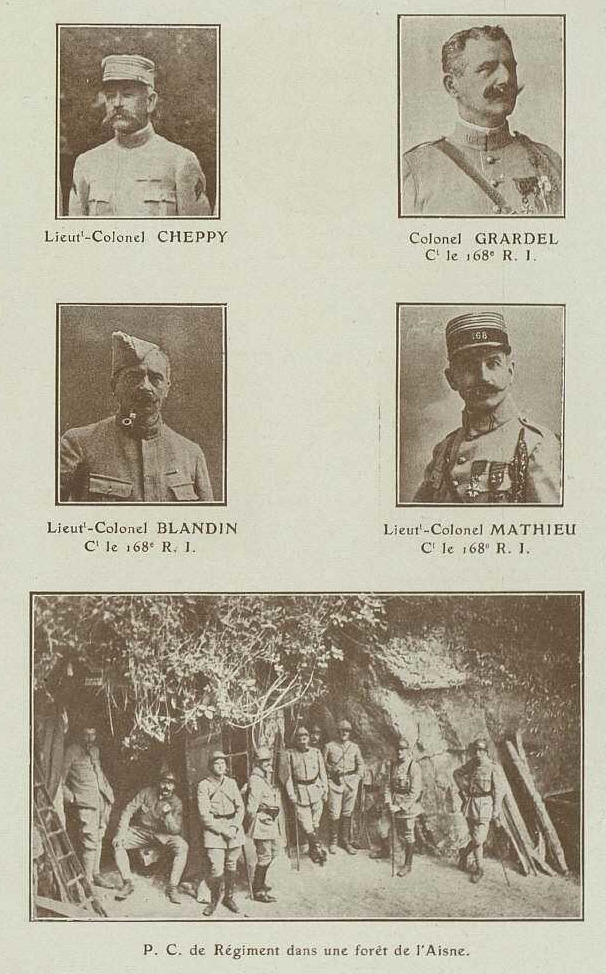
Quatre des colonels du : Cheppy, Grardel, Blandin et Mathieu.

- 1914 - 1918 : colonel Mathieu[réf. nécessaire]
- 1934 - 1936 : colonel Caille
- 1936 - 1939 : colonel Tournade
- 1939 - 1939 : colonel O'Sullivan
- 1939 - 1940 : lieutenant-colonel L. Ferroni

## Historique des garnisons, combats et batailles du168eRI

### Création
Le régiment est formé en application de la loi du 23 décembre 1912, créant 10 nouveaux régiments (de 164 à 173). Il est en garnison à Toul, avec des éléments au fort de Frouard.

### Première Guerre mondiale
- Elle ne cite pas suffisamment ses sources. Vous pouvez indiquer les passages à sourcer avec {{référence nécessaire}} ou {{Référence souhaitée}}, et inclure les références utiles en les liant aux notes de bas de page. (Marqué depuis juin 2022)
- Certaines informations devraient être mieux reliées aux sources mentionnées dans la bibliographie ou les liens externes. Améliorez sa vérifiabilité en les associant par des références. (Marqué depuis juin 2022)
- Son texte doit être wikifié : il ne correspond pas à la mise en forme Wikipédia (style, typographie, liens internes, liens entre les wikis, etc.). (Marqué depuis juin 2022)

Rattachements :
- Place forte de Toul, d'août à septembre 1914

- Brigade active de Toul, de septembre 1914 à juin 1915
- 255e brigade d'infanterie de la 128e division d'infanterie, de juin 1915 à février 1917
- Infanterie divisionnaire de la 128e division d'infanterie, de février 1917 à novembre 1918

#### 1914
- août : en garnison dans les forts de Toul Manonville, bois de la Rape (6 septembre) Woëvre : Beaumont (24 septembre)
- septembre - décembre : reprise de l'offensive, Bois-le-Prêtre, Bois de Mort-Mare (1er Bataillon) en décembre.

#### 1915
- janvier - juin : Woëvre, bois le Prêtre, Croix des Carmes, tranchée de Fey. Quart en Réserve.
- juillet - septembre : Argonne, bois de la Gruerie, Secteur de Saint-Thomas, La Harazée
- bataille de Champagne : Servon (25 septembre)

#### 1916
- Lorraine (jusque juin) : Reillon, Blémerey, La Vezouze
- Bataille de Verdun : ravin de Froideterre, Fleury (juin juillet) Saint-Mihiel (juillet-décembre) : forêt d'Apremont, bois d'Ailly
- Verdun (décembre) : Louvemont

#### 1917

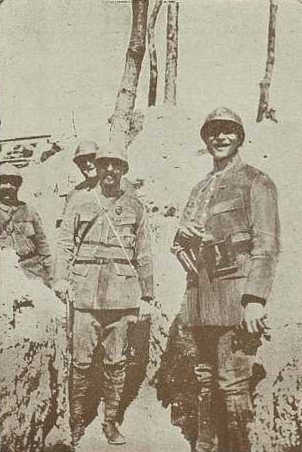
Officiers du dans les tranchées fin avril 1917.

- 15 avril : Bataille du Chemin des Dames.
- en Champagne : Mont sans Nom, Vaudesincourt puis Souain (juillet-août)
- Verdun : Caurières, ravin du Bazil, Samogneux, Les Chambrettes (25 octobre - 6 novembre) Les Fond des Caures (25 novembre)

- En octobre 1917, un bataillon du 417e RI dissous, rejoint le 168e RI

#### 1918
- Lorraine (décembre 17-avril) : Badonviller
- Marne (15-31 juillet) Moulin de Laffaux, bois de Cresnes, Faverolles, Vouty, Violaine
- Soissons (août) : Autrêches (lieu-dit Chevillecourt), Morsain, Vézaponin, Montécouvé
- Flandres (septembre-novembre) Langemarck, Staden, Izegem, La Lys

« Régiment superbe de bravoure, d'ardeur et de résistance morale » Général Mangin, 1918.

### Entre-deux-guerres

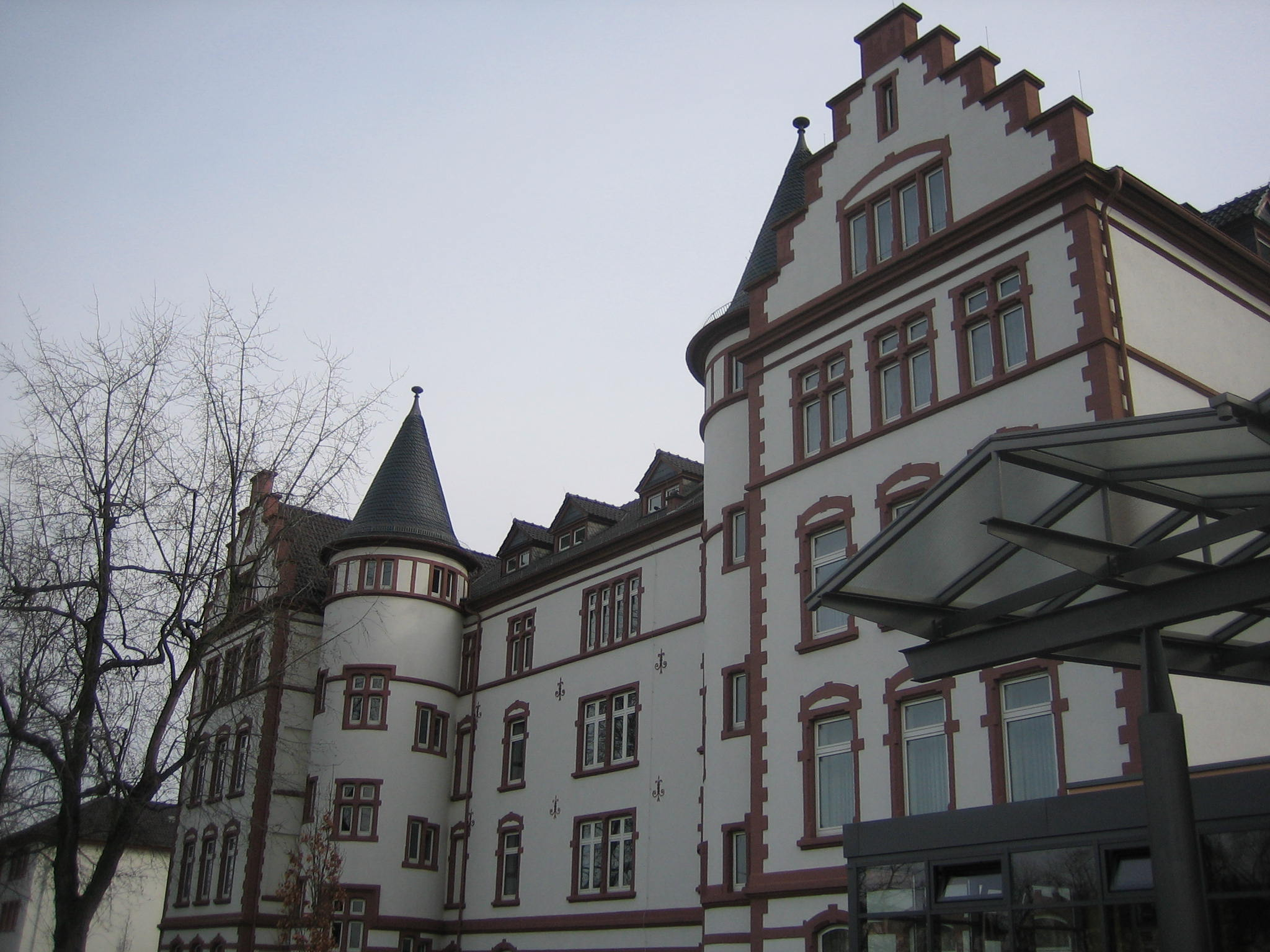
Caserne Prince-Carl à Worms.

- 1919 : Le 168e RI occupe Aix-la-Chapelle et sa banlieue.
- 1919-1930 : Armée d'occupation du Rhin, le régiment est stationné à Worms à la Caserne des Vallières, anciennement Caserne Prince-Carl du régiment d'Infanterie « Prince Carl » (4e grand ducal de Hesse) no 118 (de)[3].
- 1928-1929 : Le régiment manœuvre au camp de Bitche

Le 168e régiment d'infanterie de forteresse : Avant la Seconde Guerre mondiale, le 168e RIF était stationné à la caserne Jeanne d'Arc à Thionville qu'il partageait avec le 13e RTA. Le 168e s’installe aux abris de Sainte Marie. Au début, les troupes de forteresse et d’intervalles tiennent garnison à Thionville même, située à une heure et même deux heures de marche à pied des lieux de combat : ces unités ne possèdent pas de transports automobiles. Afin d’avancer les premiers échelons de combat le plus près possible des ouvrages, trois camps sont construits à partir de 1930 : Elzange pour le premier bataillon du 168e RIF, Cattenom pour le deuxième bataillon et Angevillers pour le troisième bataillon. Ces camps avancés sont occupés en 1932 mais ne donnent pas entière satisfaction. La décision est prise après l’alerte de 1936 de construire le camp avancé de Hettange-Grande pour épauler celui de Cattenom. Le 168e RIF est stationné à Hettange-Grande et fait partie des troupes de forteresse du secteur fortifié de Thionville de la ligne Maginot.

### Seconde Guerre mondiale
À la mobilisation d'août 1939, le régiment est renforcé par les réservistes et se divise : le 1er bataillon du 168e RIF donne naissance au 167e RIF, le 3e bataillon donne naissance au 169e RIF et le 2e bataillon forme le 168e RIF de temps de guerre.
Le régiment est rattaché au Secteur fortifié de Thionville. Il retraite en juin 1940 avec la division de marche Poisot, capturée par les Allemands dans l'Est.

## Drapeau
Il porte, cousues en lettres d'or dans ses plis, les inscriptions suivantes :
- Les Monts 1917
- Verdun 1917
- L'Aisne 1918
- Soissonnais 1918
- Vauxaillon 1918

### Décorations
La cravate du drapeau est décorée de la croix de guerre 1914-1918 4 palmes et 1 étoile de vermeil (4 citations à l'ordre de l'armée et 1 citation à l'ordre du corps d'armée).
Le régiment porte la fourragère aux couleurs du ruban de la médaille militaire décernée le 19 décembre 1918.

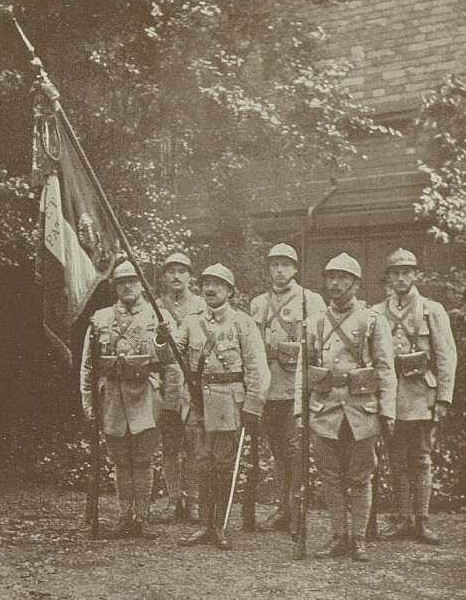
Le drapeau et sa garde en 1919.
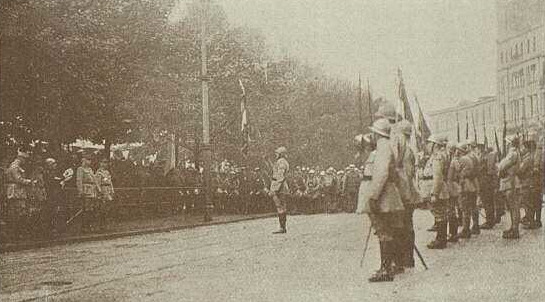
Le 168e RI reçoit la fourragère jaune le 29 juillet 1919 à Aix-la-Chapelle.
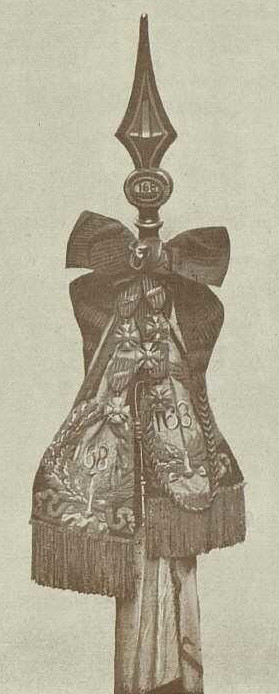
Photographie des décorations sur la cravate du drapeau du 168e RI : quatre croix de guerre avec palme, une croix de guerre avec étoile de vermeil et la fourragère jaune de la médaille militaire.

## Devise
Refrain: "Toujours la… en l'air".

## Personnalités ayant servi au168eRI
- Charles Auguste Adolphe Balland : né à Damas-aux-Bois le 2 avril 1918 et mort à Thionville le 6 mai 2000[6]. En 1939-40, il est soldat (puis caporal et caporal-chef) au 168e Régiment d'Infanterie de Forteresse dans l'ouvrage mosellan du Kobenbusch[7]. Après le repli des troupes de forteresse le 13 juin 1940[8], il est capturé par les Allemands et emprisonné à Forbach[9]. En juillet 1940, il est libéré comme Alsacien-Lorrain[10], puis expulsé avec sa famille vers les Hautes-Pyrénées[11]. En mai 1943, pour échapper au STO, il rejoint l'Espagne à travers les Pyrénées[12]. Capturé par les autorités espagnoles, il est interné dans un balneario dans la province de Huesca pendant cinq mois[13],[14]. À sa libération, il rejoint l'Afrique du Nord où il est enrôlé au 5e Régiment de Tirailleurs Marocains[15]. En 1944, il participe à la campagne d'Italie au sein du Corps Expéditionnaire Français, et notamment à la célèbre bataille de Monte Cassino[16]. En juin 1944, il est grièvement blessé et rapatrié en Afrique du Nord, puis en France[17]. Pour ses faits de guerre, il est cité à deux reprises (à l'ordre de la brigade et du corps d'armée)[18], puis titulaires de plusieurs décorations : médaille militaire[19], médaille de l'internement pour faits de résistance[20], croix du combattant volontaire de la Résistance[21] et Légion d'honneur[22],[23],[24].
- Nicolas Ehrismann : né à Basse-Yutz le 18 mai 1916 et mort à Bischoffsheim le 2 septembre 2003[25]. À l’été 1928, il entre au séminaire des Trois-Épis. Après son juvénat, il poursuit ses études à Fribourg, avant d’effectuer son noviciat à Téterchen. Après son parcours militaire au 168e RIF (grade de sergent), Nicolas rejoint le couvent des Rédemptoristes à Echternach d’où il est expulsé en 1941. En 1942, réfugié dans le Lot, il y est ordonné prêtre à Sousceyrac où, le 11 mai 1944, la division SS « Das Reich » capture six séminaristes du couvent. En 1945, à la libération, il célèbre sa première messe dans sa ville natale, avant de réintégrer le couvent d’Echternach. Après avoir prêché dans différentes régions de France et dans les Antilles françaises, Nicolas Ehrismann meurt au couvent rédemptoriste du Bischenberg dans lequel il s’est retiré depuis plus de quinze ans[26].
- Charles Auguste Honoré De Cacqueray de Lorme : né le 22 décembre 1862 dans l’Aisne ; il est l’aîné d’une fratrie de quatre garçons et sera le propriétaire du château de Boismorin, vers Vailly-sur-Aisne. À trente-deux ans, il effectue une expédition d’au moins six mois en Nouvelle-Guinée britannique : il débarque sur Yule Island le 12 décembre 1894, reçu par les missionnaires catholiques du Sacré-Cœur d’Issoudun. Il visite la zone du Saint-Joseph, un des longs fleuves néo-guinéens. D’après les comptes-rendus de la Société de géographie, son séjour prend fin de manière brusque et involontaire. Charles Auguste Honoré de Cacqueray de Lorme meurt, « tué à l’ennemi », le 25 septembre 1915 à Saint-Thomas-en-Argonne, dans la Marne[réf. nécessaire].
- Joseph Putz (1895-1945), résistant français, Compagnon de la Libération.
- Noël Riou (1898-1964), résistant français, Compagnon de la Libération.

## Sources et bibliographie
- Archives militaires du Château de Vincennes.

- À partir du Recueil d'Historiques de l'Infanterie Française (Général Andolenko - Eurimprim 1969).